# James Maloney (rugby à XIII)
Pour les articles homonymes, voir James Maloney et Maloney.

a Compétitions nationales et continentales officielles uniquement.

b Matchs officiels uniquement.
James Maloney, né le 15 juin 1986 à Orange, est un joueur de rugby à XIII australien évoluant au poste de demi d'ouverture ou demi de mêlée dans les années 2000 et 2010.
Formé aux North Sydney Bears, il rejoint en 2007 les Eels de Parramatta mais ne dispute aucun match avec l'équipe professionnelle, il part donc en 2009 au Melbourne Storm où il fait ses débuts professionnels en disputant quatre matchs au cours de cette saison. Finalement en 2010, il part aux Warriors de New Zealand et prend part à la saison complète du club, il y marque dix essais et 87 buts faisant de lui le meilleur scoreur de la franchise cette année-là (le cinquième de la National Rugby League). Il rejoint ensuite les Roosters avec lesquels il remporte la NRL en 2013 puis les Sharks de Cronulla-Sutherland avec autant de succès et un titre de NRL en 2016. Parallèlement, il prend part au succès de l'Australie à la Coupe du monde en 2017 ainsi qu'à deux titres de State of Origin en 2018 et 2019 avec la Nouvelle-Galles du Sud.
En 2019, il crée l'évènement en annonçant son arrivée au club français des Dragons catalans, à partir de la saison 2020, pour y disputer la Super League.
Depuis 2021, il joue pour un autre club français, celui de Lézignan-Corbières.

## Biographie

### Enfance
Né à Orange en Nouvelle-Galles du Sud, James Maloney joue au rugby à XIII dès son plus jeune âge aux Bears de St Edwards, aux Magpies d'Ourimbah Wyoming et aux bears de North Sydney. Son père, Brian Maloney, est un ancien joueur et entraîneur de rugby à XIII d'Orange CYMS.

### Avant son arrivée en National Rugby League
James Maloney rejoint en 2007 les Eels de Parramatta et prend part avec la réserve de Parramatta les Magpies de Wentworthville de remporter la Coupe de Nouvelle-Galles du Sud en 2008, il y est désigné dans l'équipe type de cette compétition. Malgré ses performances, il n'est jamais convoqué en National Rugby League avec Parramatta. Il signe alors pour le Storm de Melbourne en 2009.

### Débuts en NRL à Melbourne

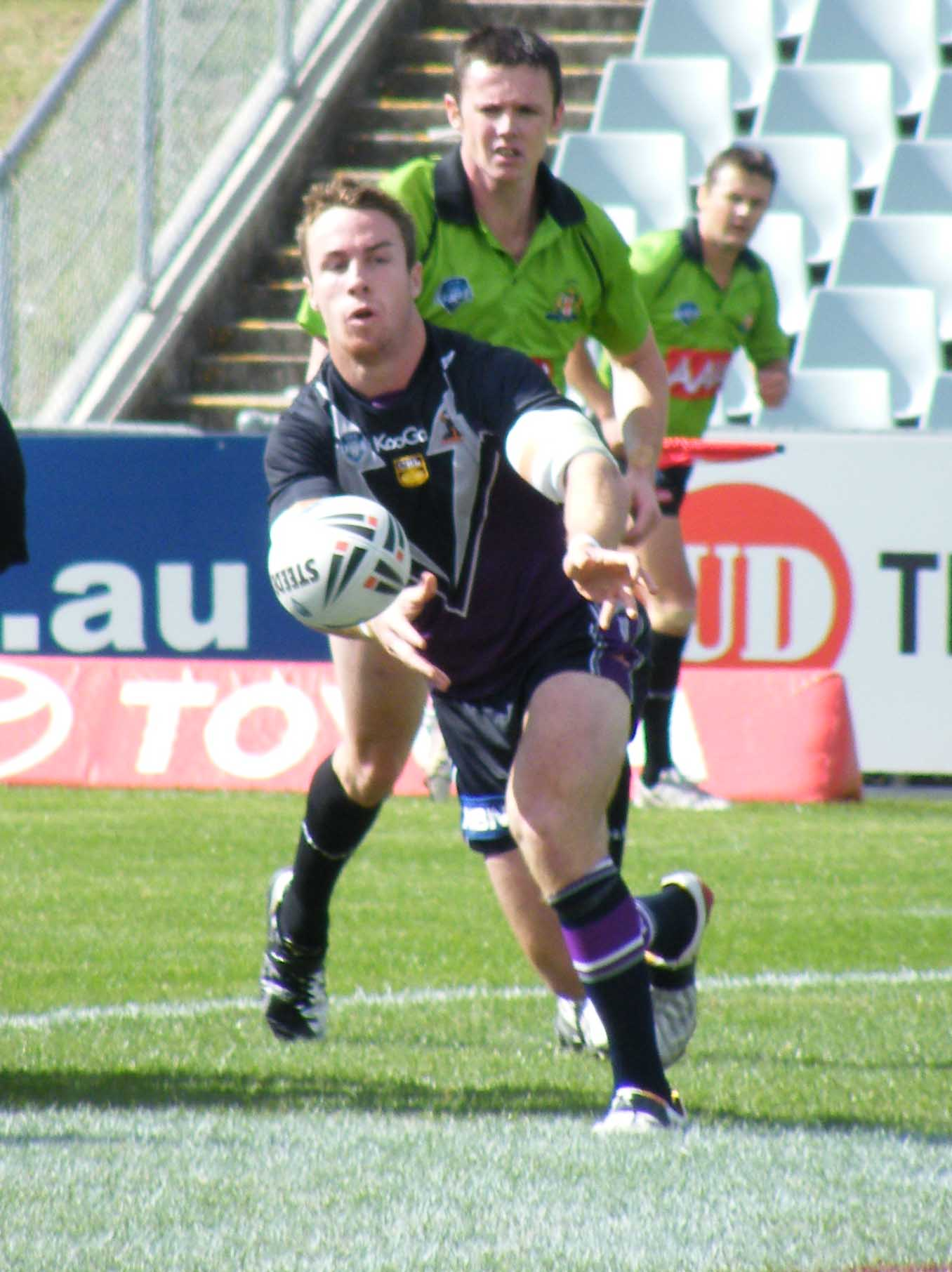
Maloney à Melbourne.

A Melbourne, James Maloney joue également pour sa réserve le Central Coast Storm en Coupe de Nouvelle-Galles du Sud. Il prend part à ses premiers matchs de National Rugby League. Il en dispute quatre dans l'année 2009 au poste de demi d'ouverture, poste occupé en alternance cette saison avec Greg Inglis, Cameron Smith et Brett Finch. Melbourne réalise une saison exceptionnelle et remporte le titre de National Rugby League (ce titre sera par la suite annulé en raison du dépassement du plafond salarial par Melbourne). Maloney en manque de temps de jeu est courtisé par de nombreux clubs. Ce sont finalement les Warriors de New-Zealand qui parviennent à le convaincre avec un contrat de trois ans à partir de 2010.

### Révélation à New Zealand
Titulaire au New Zealand à la charnière, dans un premier temps demi de mêlée puis demi d'ouverture, Maloney enchaîne de grandes performances et prend part à la qualification en phase finale du club néo-zélandais, cinquième de la saison régulière. Il y effectue quelques coups d'éclat comme les 28 points inscrits contre les Broncos de Brisbane. Toutefois, le parcours du club se termine dès le premier tour de la phase finale par une défaite 16-28 contre les Titans de Gold Coast. Maloney a inscrit 188 points au cours de la saison. Sur leur lancée, la saison 2011 de New Zealand est tout aussi réussie. Maloney inscrit cette fois-ci 206 points. Le parcours du club en phase finale surprend et après des victoires contre les Tigers de Wests et le Melbourne atteint la finale de la National Rugby League pour la seconde fois depuis la création du club, la précédente était en 2002. Il annonce par ailleurs qu'il rejoint les Sydney Roosters à partir de 2013. La saison 2012 voit New Zealand reculer dans le classement en terminant quatorzième place malgré  la régularité de Maloney, marqueur de 153 points.

### Rencontre avec le succès aux Roosters de Sydney
En 2013, il débarque dans un club doté d'une nouvel entraîneur, Trent Robinson, provenant des Dragons Catalans. Le club s'affirme au cours de la saison comme l'un des favoris au titre avec une équipe composée notamment de Roger Tuivasa-Sheck ou Boyd Cordner et termine première de la saison régulière. Maloney est également appelé à disputer ses premières rencontres de State of Origin avec la sélection de Nouvelle-Galles du Sud qu'il dispute au poste de titulaire de demi d'ouverture, toutefois sa sélection perd la série sur une défaite 10-12 dans le troisième match. En NRL, en revanche, les Roosters dominent tous ses adversaires en phase finale que cela soit Manly-Warringah et Newcastle, et de nouveau Manly-Warringah en finale 26-18 où il inscrit dix points (cinq transformations). Il est par ailleurs le meilleur marqueur de point et le meilleur réalisateur de NRL cette saison-là, performance qu'il renouvelle à chacune des saisons aux Roosters. En 2014, les Roosters réalisent de nouveau une grande saison avec la première place de la saison régulière. Maloney ne prend toutefois pas part au State of Origin où Laurie Daley a préféré prendre Josh Reynolds à sa place. En route pour un doublé, les Roosters rencontrent de grandes difficultés en phase finale. Commençant par une défaite contre Penrith 18-19 puis une victoire sur le fil 31-30 contre North Queensland, les Roosters sont sortis en finale préliminaire par les South Sydney 22-32. Lors de la saison 2015, les Roosters terminent pour la troisième fois consécutivement premier de la saison régulière portés par les performances de Maloney mais le club cale de nouveau en finale préliminaire par une défaite 12-31 contre Brisbane. Il annonce en mai 2015 qu'il quitte les Roosters pour Cronulla-Sutherland à compter de la saison 2016. Enfin, il ne prend pas part au State of Origin où cette fois-ci Mitchell Pearce prend le poste de demi d'ouverture.

### Poursuite du succès à Cronulla-Sutherland
Très vite, les Sharks de Cronulla-Sutherland se positionnent comme l'un des prétendants au titre, occupant longtemps le premier rang de la saison régulière. Le club réalise ensuite un parcours sans faute en phase finale pour un nouveau titre. James Maloney, aux côtés de Ben Barba et Paul Gallen prend une part active dans ce succès, le premier de l'histoire de ce club, et est de nouveau convoqué au State of Origin, perdue de nouveau. Il est désigné meilleur demi d'ouverture de la NRL. Le club repart avec les mêmes ambitions en 2017 et termine cinquième de la saison régulière. Toutefois, son parcours s'arrête dès le premier tour de la phase finale par une défaite surprenante 14-15 contre North Queensland. En State of Origin, il est de nouveau perdant avec la Nouvelle-Galles du Sud. En fin d'année, il est appelé en équipe d'Australie pour disputer la  Coupe du monde 2017. Il prend part qu'à une rencontre, victoire contre le Liban, et remporte le titre mondial.

### Passage à Penrith
Lors de la saison 2018, il rejoint les Panthers de Penrith. Ils atteignent la phase finale après une cinquième place de saison régulière mais sont éliminés au second tour par son ancien Cronulla-Sutherland. Il remporte cette année là sa première série de State of Origin au côté de Nathan Cleary. En 2019, il remporte de nouveau le State of origin en prenant une part active dans ces succès.

### Arrivée en Super League et aux Dragons Catalans
Il annonce en juillet 2019 son arrivée aux Dragons Catalans à compter de la saison 2020, pour un contrat couvrant trois saisons. Il aura alors le statut de marquee player, ce qui permettra au club d’exclure son salaire du plafond salarial mis en place par les instances britanniques,. Sa venue est décidée après que Maloney se soit entretenu avec des personnes liées aux Dragons Catalans tels que Greg Bird, Rémi Casty, Trent Robinson ou Sam Moa.

### Fin de carrière à Lézignan-Corbières?
En 2021, il crée un nouvel évènement, le club de Lézignan le recrutant.
Le 27 février 2022, il est contrôlé positif à la cocaïne, ce qui l'expose à une suspension, un fait qui, de manière inhabituelle pour un joueur de rugby à XIII, est couvert par les médias nationaux français,.
Le 29 avril 2022, après un prélèvement capillaire qui a montré qu'il s'agissait d'une consommation récréative purement ponctuelle, sa suspension est levée .

## Palmarès
| Melbourne (0)                                                               | New Zealand (0)                                  | Sydney Roosters (2) |
| --------------------------------------------------------------------------- | ------------------------------------------------ | --- |
| - National Rugby League - Vainqueur : 2009                                  | - National Rugby League - Finaliste : 2011       | - World Club Challenge (1) - Vainqueur : 2014 - National Rugby League (1) - Vainqueur : 2013 - Vainqueur de la saison régulière : 2013, 2014 et 2015 |
| Cronulla-Sutherland (1)                                                     | Équipe de Nouvelle-Galles du Sud (2)             | Équipe d'Australie (2) |
| - National Rugby League (1) - Vainqueur : 2016                              | - State of Origin (2) - Vainqueur : 2018 et 2019 | - Coupe du monde (1) : - Vainqueur : 2017 - Tournoi des Quatre Nations (1) : - Vainqueur : 2016                                                      |
| Dragons Catalans (0)                                                        |                                                  | |
| - Super League - Finaliste : 2021 - Vainqueur de la saison régulière : 2021 |                                                  | |

### Distinctions personnelles
- Meilleur marqueur de points de la National Rugby League : 2013, 2014 et 2015 (Sydney Roosters).
- Meilleur réalisateur de la National Rugby League : 2011 (New Zealand), 2013, 2014 et 2015 (Sydney Roosters).
- Élu meilleur demi d'ouverture de la National Rugby League : 2016 (Cronulla-Sutherland).
- Sélection en équipe de rêve de la Super League : 2021 (Dragons Catalans)

### Coupe du monde
| Édition        | Rang     | Résultats pays | Résultats Maloney | Matchs Maloney |
| -------------- | -------- | -------------- | ----------------- | -------------- |
| Australie 2017 | Champion | 6 v, 0 n, 0 d  | 1 v, 0 n, 0 d     | 1/6            |

Légende : v = victoire ; n = match nul ; d = défaite.

### Australie
| Matchs internationaux de James Maloney | Matchs internationaux de James Maloney | Matchs internationaux de James Maloney | Matchs internationaux de James Maloney | Matchs internationaux de James Maloney | Matchs internationaux de James Maloney | Matchs internationaux de James Maloney | Matchs internationaux de James Maloney | Matchs internationaux de James Maloney | Matchs internationaux de James Maloney | Matchs internationaux de James Maloney | Matchs internationaux de James Maloney |
|                                        | Date                                   | Adversaire                             | Résultat                               | Compétition                            | Poste                                  | Points                                 | Essais                                 | Pen.                                   | Drops                                  |                                        |                                        |
| -------------------------------------- | -------------------------------------- | -------------------------------------- | -------------------------------------- | -------------------------------------- | -------------------------------------- | -------------------------------------- | -------------------------------------- | -------------------------------------- | -------------------------------------- | -------------------------------------- | -------------------------------------- |
| sous les couleurs de l'Australie       |                                        |                                        |                                        |                                        |                                        |                                        |                                        |                                        |                                        |                                        |                                        |
| 1.                                     | 28 octobre 2016                        | Écosse                                 | 54-12                                  | Quatre Nations                         | Demi d'ouverture                       | 18                                     | 1                                      | 7                                      | -                                      |                                        |                                        |
| 2.                                     | 5 novembre 2016                        | Nouvelle-Zélande                       | 14-8                                   | Quatre Nations                         | Remplaçant                             | -                                      | -                                      | -                                      | -                                      |                                        |                                        |
| 3.                                     | 11 novembre 2017                       | Liban                                  | 34-0                                   | Coupe du monde                         | Demi d'ouverture                       | 12                                     | 1                                      | 4                                      | -                                      |                                        |                                        |

### Queensland
| 1.  | 2013 | Match 1 | 5 juin 2013      | 14-6  | Demi d'ouverture | 6  | 0 | 3 | - |
| 2.  | 2013 | Match 2 | 26 juin 2013     | 6-26  | Demi d'ouverture | 2  | 0 | 1 | - |
| 3.  | 2013 | Match 3 | 1er juillet 2013 | 10-12 | Demi d'ouverture | 2  | 0 | 1 | - |
| 4.  | 2016 | Match 1 | 1er juin 2016    | 4-6   | Demi d'ouverture | 0  | 0 | 0 | - |
| 5.  | 2016 | Match 2 | 22 juin 2016     | 16-26 | Demi d'ouverture | 6  | 1 | 1 | - |
| 6.  | 2016 | Match 3 | 13 juillet 2016  | 18-14 | Demi de mêlée    | 4  | 0 | 2 | - |
| 7.  | 2017 | Match 1 | 31 mai 2017      | 28-4  | Demi d'ouverture | 12 | 1 | 4 | - |
| 8.  | 2017 | Match 2 | 21 juin 2017     | 16-18 | Demi d'ouverture | 4  | 0 | 2 | - |
| 9.  | 2017 | Match 3 | 12 juillet 2017  | 6-22  | Demi d'ouverture | 2  | 0 | 1 | - |
| 10. | 2018 | Match 1 | 6 juin 2018      | 22-12 | Demi d'ouverture | 6  | 0 | 3 | - |
| 11. | 2018 | Match 2 | 24 juin 2018     | 18-14 | Demi d'ouverture | 6  | 0 | 3 | - |
| 12. | 2018 | Match 3 | 10 juillet 2018  | 12-18 | Demi d'ouverture | 0  | 0 | 0 | - |
| 13. | 2019 | Match 2 | 23 juin 2019     | 38-6  | Demi d'ouverture | 10 | 0 | 5 | - |
| 14. | 2019 | Match 3 | 10 juillet 2019  | 26-20 | Demi d'ouverture | 10 | 0 | 5 | - |

| - Série victorieuse |

### En club

#### Statistiques
| Saison | Club                       | Compétition           | Matchs | Points | Essais | Goals | Drops |
| ------ | -------------------------- | --------------------- | ------ | ------ | ------ | ----- | ----- |
| 2009   | Melbourne Storm            | National Rugby League | 4      | -      | -      | -     | -     |
| 2010   | New Zealand Warriors       | National Rugby League | 24     | 188    | 10     | 73    | 2     |
| 2011   | New Zealand Warriors       | National Rugby League | 27     | 206    | 10     | 82    | 2     |
| 2012   | New Zealand Warriors       | National Rugby League | 24     | 153    | 4      | 67    | 3     |
| 2013   | Sydney Roosters            | National Rugby League | 25     | 252    | 9      | 108   | -     |
| 2014   | Sydney Roosters            | National Rugby League | 27     | 234    | 5      | 106   | 2     |
| 2015   | Sydney Roosters            | National Rugby League | 27     | 250    | 9      | 106   | 2     |
| 2016   | Cronulla-Sutherland Sharks | National Rugby League | 25     | 219    | 7      | 94    | 3     |
| 2017   | Cronulla-Sutherland Sharks | National Rugby League | 20     | 161    | 4      | 71    | 3     |
| 2018   | Penrith Panthers           | National Rugby League | 22     | 126    | 4      | 53    | 4     |
| 2019   | Penrith Panthers           | National Rugby League | 22     | 36     | 2      | 12    | 4     |
| 2020   | Dragons Catalans           | Super League          | 15     | 130    | 2      | 61    | -     |
| 2020   | Dragons Catalans           | Challenge Cup         | 2      | 22     | 1      | 9     | -     |
| 2021   | Dragons Catalans           | Super League          | 1      | 9      | -      | 4     | 1     |